# Fundação Anticorrupção
A Fundação Anticorrupção (ACF ou FBK) é uma organização sem fins lucrativos criada em 2011 pelo opositor russo Alexei Navalny. A FBK publicou investigações sobre alegações de corrupção por parte de altos funcionários do governo russo. A organização foi financiada por doações privadas.
Em 9 de outubro de 2019, a FBK foi declarado “agente estrangeiro” pelo Ministério da Justiça. Em 9 de junho de 2021, a FBK foi designado como uma organização extremista e liquidada pelo Tribunal da Cidade de Moscou. Em 11 de julho de 2022, enquanto estava preso, Navalny anunciou o relançamento da FBK como organização internacional.

## Missão
O Diretor Executivo da FBK, Vladimir Ashurkov, formulou a estratégia do fundo como uma pressão sobre as autoridades, a fim de empurrá-las para reformas internas, trabalhando em duas direções: organizando situações em que as estruturas governamentais sentirão pressão e criando uma alternativa real ao atual sistema.

## História

### Criação
A Fundação foi registada em 9 de setembro de 2011. Segundo Vladimir Ashurkov, os fundadores da fundação ganharam experiência na captação de recursos pública e transparente ao organizar o financiamento para o projeto RosPil. Uma quantia significativa foi arrecadada através do sistema de pagamento Yandex.Money, que deu apoio financeiro ao projeto durante um ano. Paralelamente, os fundadores da fundação trabalharam na ideia de envolver, de forma permanente, advogados e economistas profissionais na procura e repressão de esquemas de corrupção no sistema de contratação pública. A base contratual permitirá obter algumas garantias, ao contrário do regime de trabalho com voluntários.

### Caso criminal e status de "agente estrangeiro"
Em 3 de agosto de 2019, o Comitê de Investigação da Rússia (SKR) abriu um processo criminal contra a FBK, acusando-a de lavagem de ₽1 bilhão (cerca de US$ 15,5 milhões). Mais tarde, o montante foi reduzido para ₽75 milhões (cerca de US$ 1,15 milhão).
No dia 5 de setembro de 2019, foram realizadas buscas no escritório da FBK e no estúdio "Navalny LIVE".
Logo após as eleições para a Duma da cidade de Moscou em 2019, em 12 de setembro de 2019, o SKR realizou ataques em massa aos escritórios regionais da FBK em 40 cidades da Rússia.
Em 8 de outubro de 2019, a polícia abriu uma ação judicial contra a FBK por "custos de manutenção da ordem durante comícios" no valor de ₽18 milhões (cerca de US$ 280.000).
Em 9 de outubro de 2019, a FBK foi declarada como “agente estrangeiro” pelo Ministério da Justiça da Rússia devido a pagamentos dos Estados Unidos e da Espanha. Um desses pagamentos foi o pagamento de US$50 feito por Yuriy Maslikhov, um cidadão russo residente nos Estados Unidos. Em entrevista a jornalistas, Yuriy Maslikhov afirmou que havia transferido o dinheiro de sua conta PayPal como pessoa física e já vinha realizando tais doações anteriormente. Dois outros pagamentos, totalizando ₽ 138.505,41 (c. US$ 2.170), foram realizados pelo cidadão espanhol Roberto Fabio Monda Cardenas através do CaixaBank nos dias 6 e 17 de setembro de 2019. Respondendo a uma pergunta dos jornalistas sobre como ele, incapaz de falar russo, descobriu as instruções de pagamento eletrônico da Fundação Anticorrupção após sua retirada do site oficial da organização, Roberto Fabio Monda Cardenas não soube explicar. Estes pagamentos foram realizados num momento em que a conta bancária da Fundação Anticorrupção foi congelada a pedido do Comité de Investigação da Rússia. Apesar de a Fundação Anticorrupção ter devolvido o dinheiro, o Ministério da Justiça da Rússia recusou-se a retirar a Fundação Anticorrupção do registo de "agentes estrangeiros".

## Financiamento
A FBK é financiada por transferências de dinheiro de seus apoiadores; principalmente, são doações de pessoas comuns. Segundo Ashurkov, “a captação constante de recursos é uma condição necessária para o funcionamento” da fundação. Os idealizadores querem construir um sistema que permita a fundação “não depender de uma única fonte de financiamento”. Em abril de 2012, os criadores estimaram o orçamento anual da fundação em aproximadamente US$ 300.000. Se houver mais fundos disponíveis, a fundação irá expandir-se.

## Mídia
A FBK criou o seu próprio meio de comunicação, 'Leviathan', para ter a possibilidade de se registar nas conferências de imprensa de Vladimir Putin e fazer um pedido às autoridades. Desde 2016 publica uma notícia por dia. O nome 'Leviathan' foi retirado de Leviatã, filme premiado de 2014 de Andrey Zvyagintsev .

### Filmes
A FBK fez os seguintes filmes:
- Chaika, filme de 2015 sobre casos de corrupção do Procurador-Geral da Rússia, Yury Chaika;
- He Is Not Dimon to You, filme de 2017 sobre inúmeras propriedades usadas pelo primeiro-ministro da Rússia, Dmitry Medvedev .
- Yachts, oligarchs, girls: a hunter for men exposes a bribe taker (Iates, oligarcas, meninas: um caçador de homens expõe um tomador de suborno), filme de 2018 sobre relações informais entre o empresário russo Oleg Deripaska e o membro do governo russo Sergei Prikhodko, bem como possíveis relações sexuais entre Sergei Prikhodko e um funcionário da agência de acompanhantes Anastasia Vashukevich.
- Palácio de Putin (2021)